# Hunasagahalli, Tirumakudal Narsipur
Hunasagahalli là một làng thuộc tehsil Tirumakudal Narsipur, huyện Mysore, bang Karnataka, Ấn Độ.